# Alex Herlein
Alex Herlein (* 8. September 1875 in Stauffeneck bei Reichenhall; † 1954) war ein deutscher Manager der Papierindustrie.

## Leben
Nach dem Besuch des humanistischen Gymnasiums in Neuburg an der Donau studierte Herlein an der Forstlichen Hochschule Aschaffenburg und in München. 1895 wurde er Mitglied des Corps Hercynia Aschaffenburg. Nach Abschluss des Studiums trat er zunächst eine praktische Förstertätigkeit im Bayerischen Staatsdienst an. 1900 wechselte er in die Buntpapierindustrie zur Firma Alois Dessauer. Ab 1908 leitete er als Fabrikdirektor und Vorstandsmitglied die Buntpapierfabrik AG in Aschaffenburg. 
Am Ersten Weltkrieg nahm Herlein ab Juni 1915 als Freiwilliger, zuletzt als Leutnant der Landwehr, teil und wurde mit dem Bayerischen Militärverdienstorden und Eisernen Kreuz II. Klasse ausgezeichnet.
Herlein war Mitglied des Verkehrsausschusses des Reichsverbandes der Deutschen Industrie und 1. Vorsitzender des Vereins deutscher Chromo- und Buntpapier-Fabrikanten in Berlin.